# Zielony szlak turystyczny Skarżysko Zachodnie – Wykus
 Zielony szlak turystyczny Skarżysko Zachodnie – Wykus – szlak turystyczny na terenie Gór Świętokrzyskich.

## Przebieg szlaku
| Odległość | Atrakcje                                                | Punkt                    | Skrzyżowania szlaków                     |
| --------- | ------------------------------------------------------- | ------------------------ | ---------------------------------------- |
| 0,0 km    | muzeum · ruiny · kościół · cmentarz · cmentarz żydowski | Skarżysko Zachodnie PKP  | Skarżysko Zachodnie – Skarżysko Kamienna |
| 2,0 km    |                                                         | Skarżysko-Kamienna Rejów | Skarżysko Zachodnie – Skarżysko Kamienna |
| 4,5 km    | kościół · kaplica · cmentarz · zabytek · pomnik         | Suchedniów Północny PKP  |                                          |
| 9,5 km    | ruiny · dwór                                            | Mostki                   |                                          |
| 12,5 km   |                                                         | Kaczka                   |                                          |
| 20,0 km   | kaplica · pomnik · rezerwat roślinny                    | Wykus                    | Wąchock – Cedzyna Starachowice – Wykus   |

## Galeria

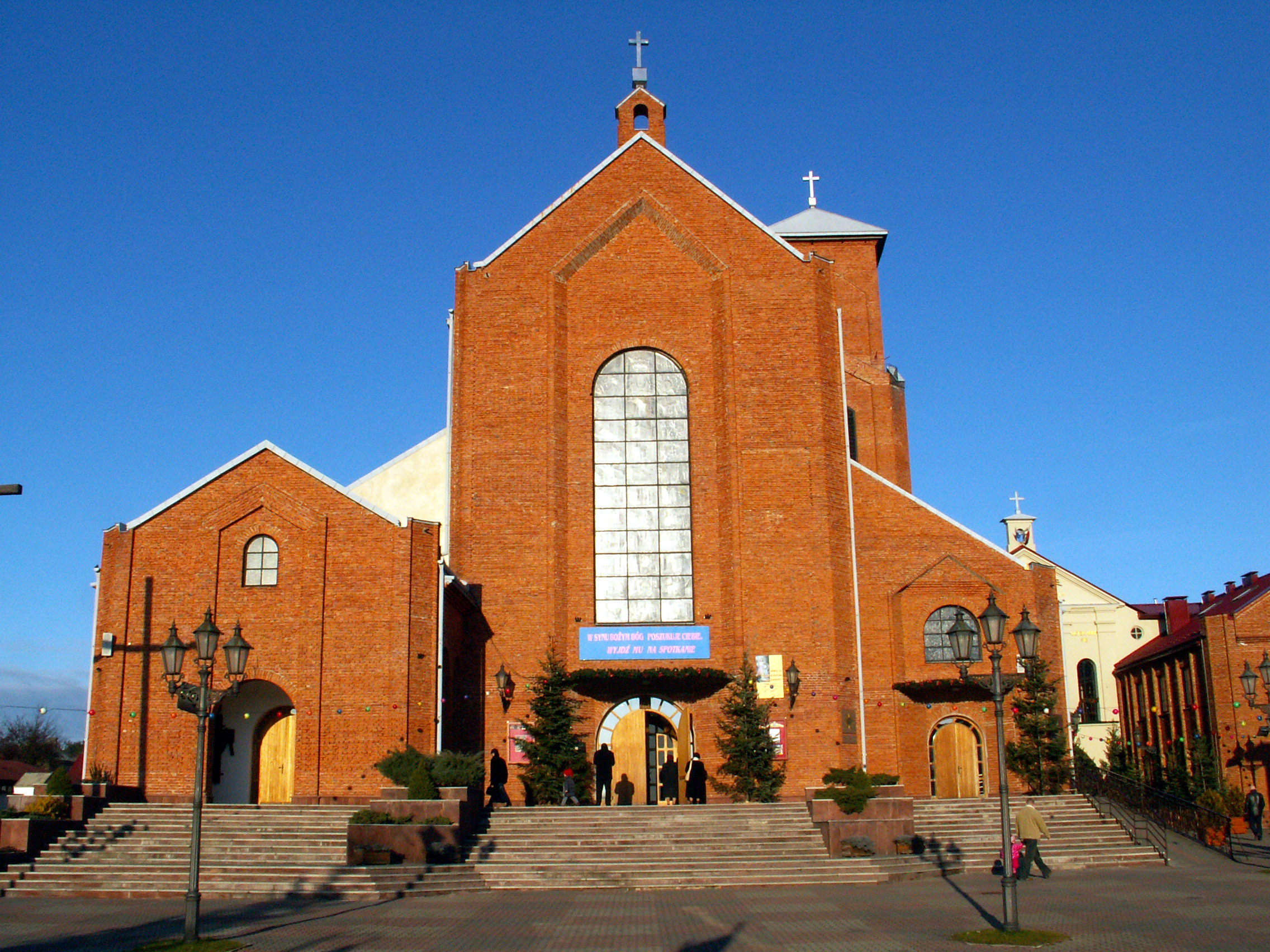
Sanktuarium Matki Boskiej Ostrobramskiej w Skarżysku-Kamiennej
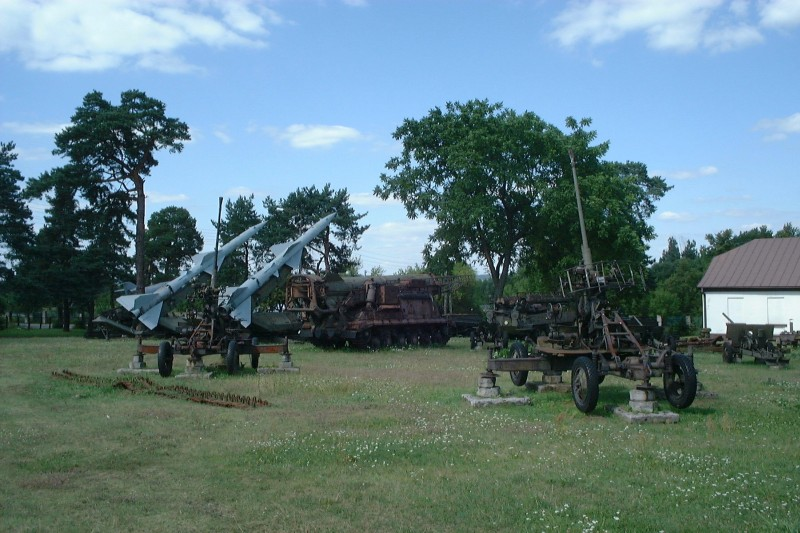
Muzeum im. Orła Białego w Skarżysku-Kamiennej
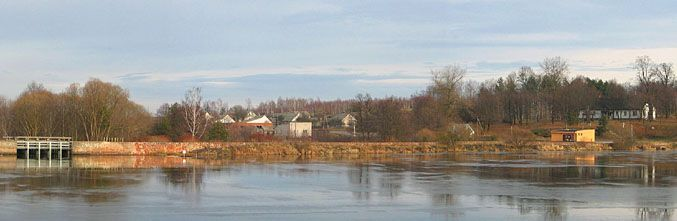
Zalew w Mostkach
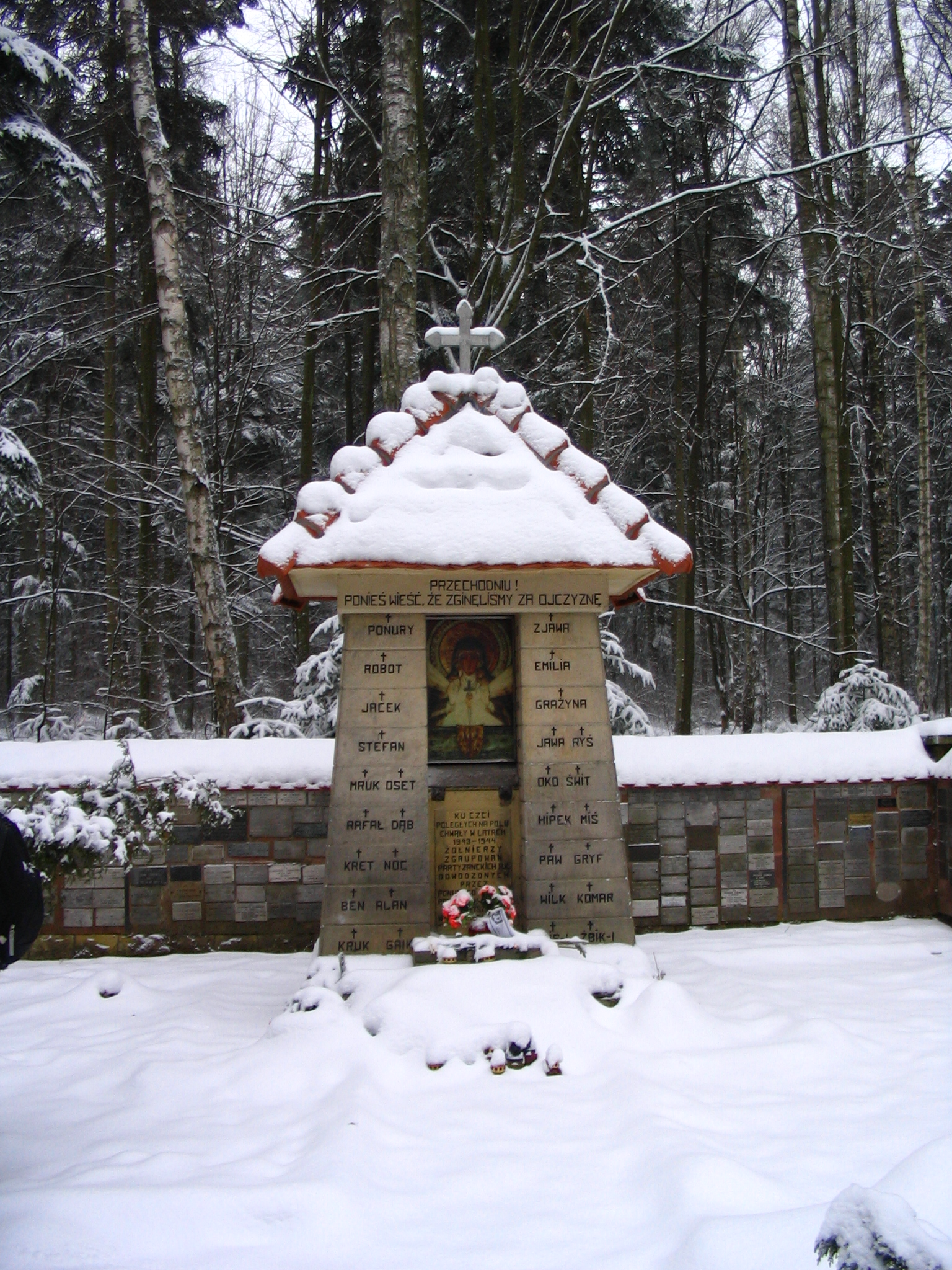
Kapliczka upamiętniająca powstańców na Wykusie
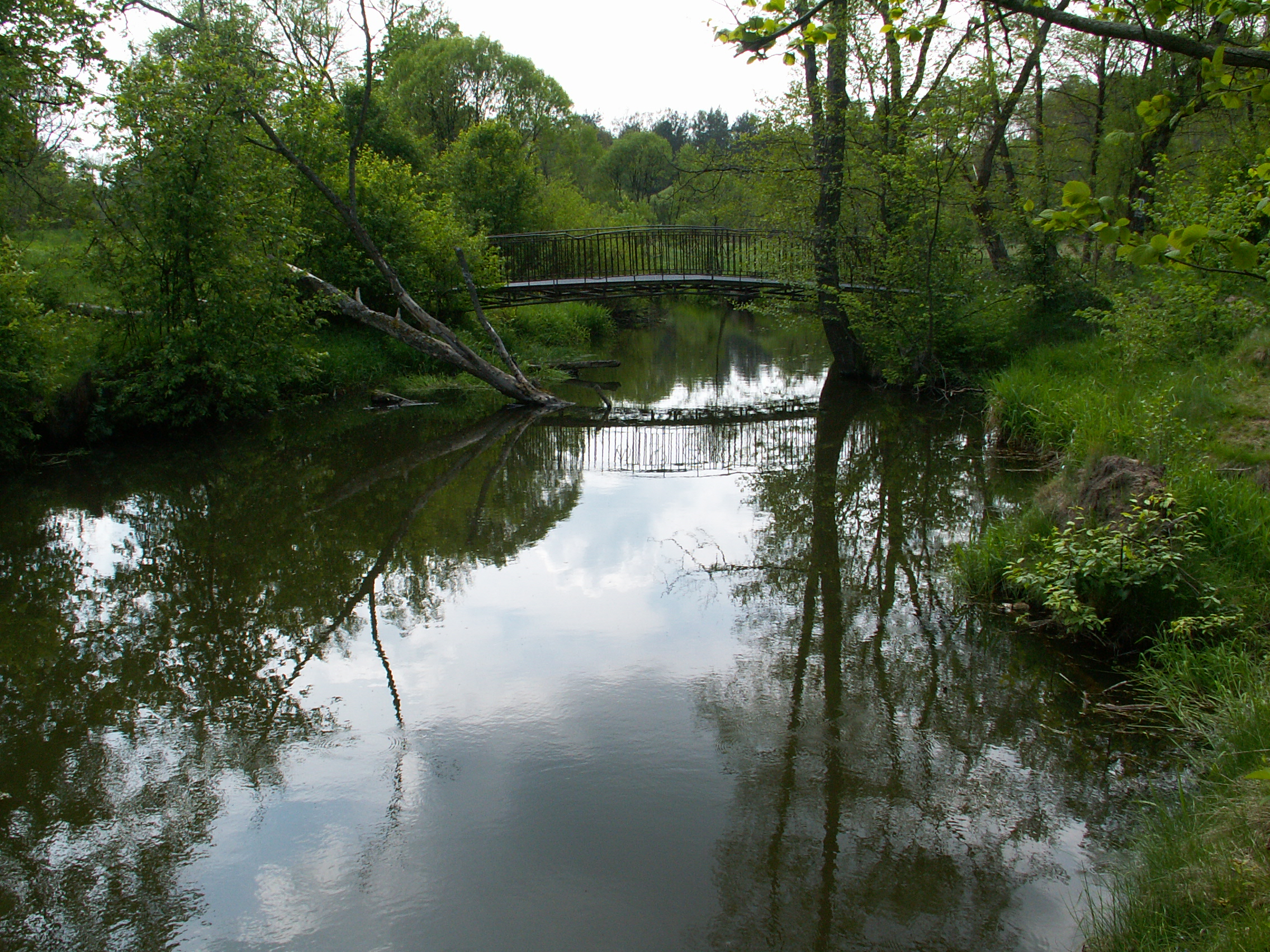
Mostek nad Kamionką
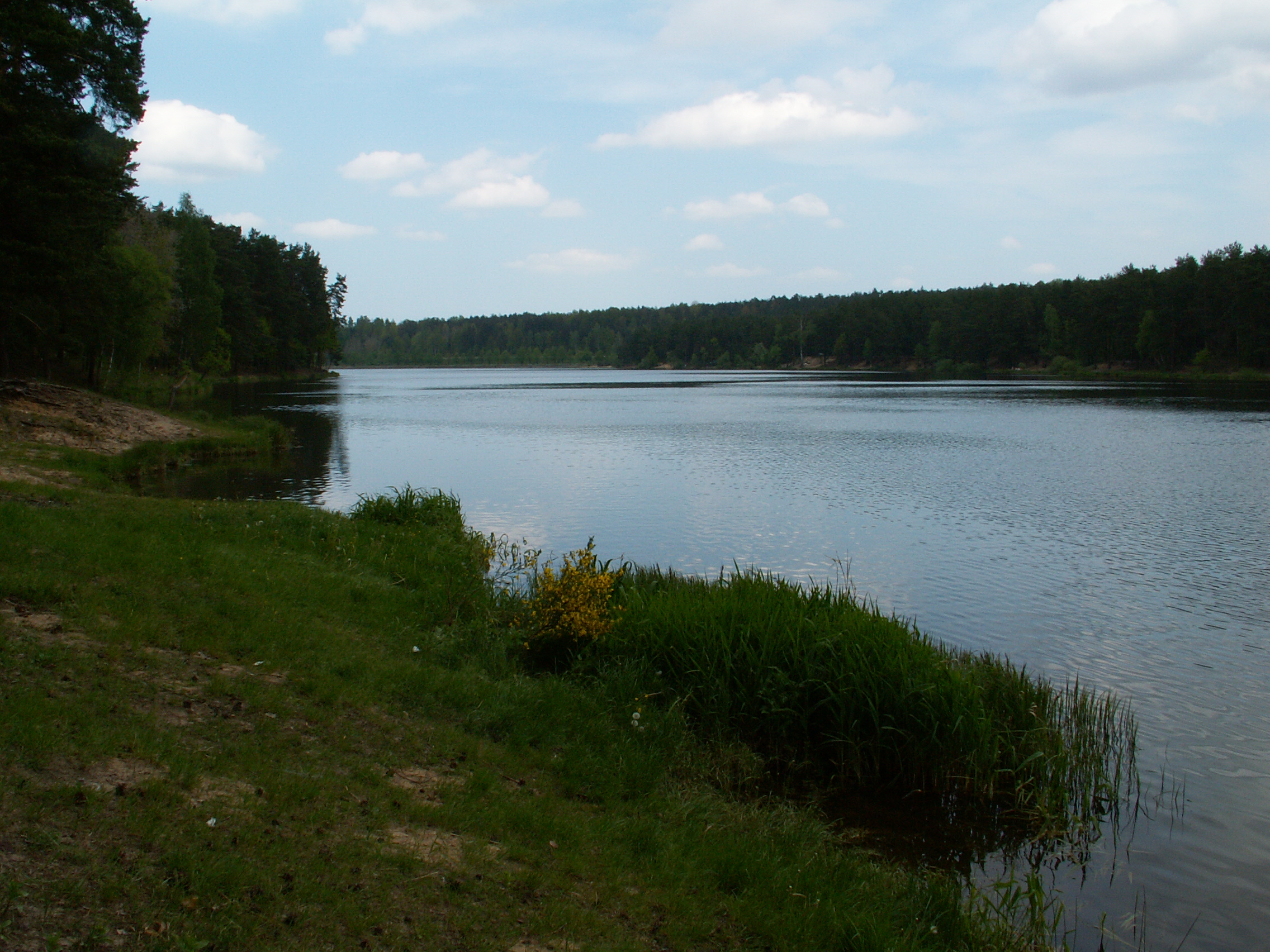
Zalew Rejów